# ماکیو آکی‌یاما
ماکیو آکی‌یاما (انگلیسی: Makio Akiyama؛ زادهٔ ۱۹۵۰) یک ستاره‌شناس اهل ژاپن است. 